# Kremne, Luhînî
Kremne (în ucraineană Кремне) este localitatea de reședință a comunei Kremne din raionul Luhînî, regiunea Jîtomîr, Ucraina.

## Demografie
Componența lingvistică a localității Kremne
     Ucraineană (98,93%)
     Alte limbi (0,96%)
Conform recensământului din 2001, majoritatea populației localității Kremne era vorbitoare de ucraineană (98,93%), existând în minoritate și vorbitori de alte limbi.